# Grande Fratello
Grande Fratello (también abreviado como GF) es un programa de telerrealidad italiano que se emite en Canale 5 desde el 14 de septiembre de 2000, producido por Endemol Shine Italy y basado en el formato holandés Big Brother. Los concursantes del reality comparten su día a día dentro de una casa, filmados las 24 horas del día por una serie de cámaras y son, en general, gente corriente y desconocida, mientras que a partir de 2023 son tanto personas desconocidas como VIP.
El reality se transmite en directo en horario central en Canale 5 para el episodio nocturno, mientras que para las franjas diurnas esta última cadena cuenta con el apoyo de Italia 1 y Rete 4. Además, la retransmisión en directo es visible en La5 en algunas franjas horarias. en Mediaset Extra y streaming en Mediaset Infinity.
Durante sus diecisiete ediciones el programa fue conducido por Daria Bignardi (2000-2001), Barbara D'Urso (2003-2004, 2018-2019), Alessia Marcuzzi (2006-2012, 2014-2015) y Alfonso Signorini (desde 2023).
El reality también contó con siete ediciones del spin-off Grande Fratello VIP (2016-2018, 2020-2023), reservadas a personajes famosos.

## El programa
El título del reality está inspirado en el personaje homónimo de la novela 1984 de George Orwell, líder del estado totalitario de Oceanía que constantemente vigila y reprime el libre albedrío de sus ciudadanos a través de las cámaras. El eslogan del libro Grande Fratello te está mirando hace referencia al mecanismo del programa de televisión, en el que los autores del reality show (Grande Fratello) tienen el control de la situación en casa. Su éxito y longevidad lo han convertido en un fenómeno cultural y social, además de televisivo.

### Formato y regulación
Los participantes viven encerrados dentro de una casona las 24 horas del día, espiados por numerosas cámaras que los graban en cualquier lugar de la casa. No pueden tener ningún contacto con el mundo exterior (aunque esta regla se ha debilitado gradualmente después de la primera edición en 2000): en este sentido, por ejemplo, están prohibidos los teléfonos móviles, los relojes, los libros o la televisión.
Los concursantes pueden confiar en Grande Fratello, la persona que coordina y decide el desarrollo del juego, en una sala roja insonorizada llamada confesionario.
Durante la semana los concursantes tienen que afrontar una prueba semanal: si ganan obtendrán un mayor presupuesto para sus compras semanales. Las pruebas van desde cuestionarios de conocimientos generales hasta cursos de guerra, pasando por divertidos teatros, karaoke y ballets. En algunas ediciones, el inquilino juzgado mejor en la prueba podía pasar una noche en la suite de la casa junto con otro competidor de su elección, mientras que el juzgado peor pernoctaba en la choza, siempre en compañía de otro elegido. competidor.
Durante el transcurso del reality show (a excepción de la primera edición en 2000), nuevos concursantes pueden ingresar a la casa. El mecanismo de eliminación se produce a través de nominaciones, durante las cuales cada competidor elige uno o más miembros que le gustaría eliminar. Los más votados son sometidos al juicio del televoto durante la semana y reciben el resultado final durante el siguiente episodio. Gracias a este mecanismo, el número de inquilinos se va reduciendo progresivamente hasta el episodio final, en el que el resto de concursantes compiten por el premio final.
Desde la decimotercera edición (2014), cuando se escucha la palabra congelar en la casa, los inquilinos deben congelar.

## Elenco

### Conductores
A lo largo de los veinte años de historia del reality show, cuatro presentadores se han turnado para conducir el programa: las dos primeras ediciones (2000 y 2001) fueron conducidas por Daria Bignardi; del tercero al quinto (2003-2004) la dirección pasó a Barbara D'Urso; en las ediciones sexta a decimocuarta (2006-2015) la conducción pasó a Alessia Marcuzzi; en las ediciones decimoquinta y decimosexta (2018 y 2019) la dirección pasó nuevamente a D'Urso; en la decimoséptima edición (2023-2024) la dirección pasó a manos de Alfonso Signorini, recién llegado de albergar las últimas cuatro ediciones de la versión vip.
| Conduzione        | Edizioni | Edizioni | Edizioni | Edizioni | Edizioni | Edizioni | Edizioni | Edizioni | Edizioni | Edizioni | Edizioni | Edizioni | Edizioni | Edizioni | Edizioni | Edizioni | Edizioni | Edizioni | Totale |
| Conduzione        | 1        | 2        | 3        | 4        | 5        | 6        | 7        | 8        | 9        | 10       | 11       | 12       | 13       | 14       | 15       | 16       | 17       | 18       | Totale |
| ----------------- | -------- | -------- | -------- | -------- | -------- | -------- | -------- | -------- | -------- | -------- | -------- | -------- | -------- | -------- | -------- | -------- | -------- | -------- | ------ |
| Daria Bignardi    |          |          |          |          |          |          |          |          |          |          |          |          |          |          |          |          |          |          | 2      |
| Barbara D'Urso    |          |          |          |          |          |          |          |          |          |          |          |          |          |          |          |          |          |          | 5      |
| Alessia Marcuzzi  |          |          |          |          |          |          |          |          |          |          |          |          |          |          |          |          |          |          | 9      |
| Alfonso Signorini |          |          |          |          |          |          |          |          |          |          |          |          |          |          |          |          |          |          | 2      |

### El enviado
En las primeras ocho ediciones del reality contó con la figura del corresponsal: acompañante de los concursantes durante su entrada a la casa y en el momento de su eliminación del juego. Era Marco Liorni, a quien le encantaba definirse como el "Caronte" de la situación. Luego, Liorni presentó los episodios mensuales del programa (transmitidos exclusivamente durante la primera edición de 2000) y el semanario dentro de Buona Domenica. En la octava edición (2008) Liorni, que entretanto había abandonado el reality show, sólo hizo un cameo en la final. A partir de la novena edición (2009), sin embargo, a través de una pared de led, las operaciones de acogida de los niños durante el primer episodio y las operaciones de saludo durante el último episodio son realizadas por el mismo presentador. En la decimocuarta edición (2015), por primera vez en el estudio, también hubo un salón social dirigido por Chiara Tortorella. En la decimoséptima edición (2023-2024) el papel de corresponsal, en el papel de comentarista social, fue confiado a Rebecca Staffelli.
Leyenda
     Enviado/a externamente
     Enviado/a social
| Enviado           | Ediciones | Ediciones | Ediciones | Ediciones | Ediciones | Ediciones | Ediciones | Ediciones | Ediciones | Ediciones | Ediciones | Ediciones | Ediciones | Ediciones | Ediciones | Ediciones | Ediciones | Ediciones | Total |
| Enviado           | 1         | 2         | 3         | 4         | 5         | 6         | 7         | 8         | 9         | 10        | 11        | 12        | 13        | 14        | 15        | 16        | 17        | 18        | Total |
| ----------------- | --------- | --------- | --------- | --------- | --------- | --------- | --------- | --------- | --------- | --------- | --------- | --------- | --------- | --------- | --------- | --------- | --------- | --------- | ----- |
| Marco Liorni      |           |           |           |           |           |           |           |           |           |           |           |           |           |           |           |           |           |           | 8     |
| Chiara Tortorella |           |           |           |           |           |           |           |           |           |           |           |           |           |           |           |           |           |           | 1     |
| Rebecca Staffelli |           |           |           |           |           |           |           |           |           |           |           |           |           |           |           |           |           |           | 2     |

### Comentaristas
A partir de la octava edición (2008) se introdujo la figura del comentarista, llamado a comentar los hechos ocurridos durante el episodio del prime time. El cargo lo había desempeñado Alfonso Signorini hasta la duodécima edición (2011-2012), mientras que en la decimotercera (2014) su lugar fue asignado a varios comentaristas, entre ellos Manuela Arcuri y Cesare Cunaccia (del 3 al 24 de marzo de 2014) y Vladimir Luxuria (31 de marzo al 26 de mayo). En la decimocuarta edición (2015) el papel de comentarista fue confiado a Claudio Amendola y Cristiano Malgioglio, que también fue reconfirmado en la decimoquinta (2018), con Simona Izzo, y en la decimosexta edición (2019), con Iva Zanicchi. En la decimoséptima edición (2023-2024) el papel de comentarista quedó confiado únicamente a Cesara Buonamici.
| Comentarista         | Ediciones | Ediciones | Ediciones | Ediciones | Ediciones | Ediciones | Ediciones | Ediciones | Ediciones | Ediciones | Ediciones | Total |
| Comentarista         | 8         | 9         | 10        | 11        | 12        | 13        | 14        | 15        | 16        | 17        | 18        | Total |
| -------------------- | --------- | --------- | --------- | --------- | --------- | --------- | --------- | --------- | --------- | --------- | --------- | ----- |
| Alfonso Signorini    |           |           |           |           |           |           |           |           |           |           |           | 5     |
| Manuela Arcuri       |           |           |           |           |           |           |           |           |           |           |           | 1     |
| Cesare Cunaccia      |           |           |           |           |           |           |           |           |           |           |           | 1     |
| Vladimir Luxuria     |           |           |           |           |           |           |           |           |           |           |           | 1     |
| Cristiano Malgioglio |           |           |           |           |           |           |           |           |           |           |           | 3     |
| Claudio Amendola     |           |           |           |           |           | 1         |           |           |           |           |           |       |
| Simona Izzo          |           |           |           |           |           | 1         |           |           |           |           |           |       |
| Iva Zanicchi         |           |           |           |           |           | 1         |           |           |           |           |           |       |
| Cesara Buonamici     |           |           |           |           |           |           |           |           |           |           |           | 2     |

## Estudio de televisión
El estudio de televisión de las primeras ediciones, instalado en Cinecittà, consta de un escenario elevado desde el que el presentador analiza las imágenes de la casa desde una mesa, gracias al apoyo de multitud de televisores de tubos catódicos. El espacio dedicado al público se sitúa alrededor del escenario. En la sexta edición (2006) la escenografía se instaló en el gran palastudio, también situado en Cinecittà, no lejos de la casa, que siempre ha sido modificado durante las distintas ediciones, alcanzando una superficie de casi 1800 m² en la duodécima edición (2012), acogiendo así a 780 personas, pero presentando siempre un espacio tipo arena, con el público elevado por encima del escenario desde el que el presentador realiza las retransmisiones semanales en directo. Durante la decimotercera edición (2014), sin embargo, el estudio fue volcado y transformado de una arena a una verdadera pasarela, por lo tanto menos espaciosa pero más tecnológica y moderna, rodeada de una imponente escenografía creada por videowalls e imponentes arcos en forma de ojos. El mismo estudio también se utilizó para las primeras seis ediciones de su spin-off Grande Fratello VIP. Con motivo de la séptima edición vip (2022-2023), el estudio se renueva, volviendo a acoger una escenografía que ocupa 1800 m² y reproduciendo una arena, como de 2006 a 2012, con el público elevado sobre el escenario desde el que el presentador realiza la transmisión en vivo de la noche. Además, hay muchos "ojos" que forman el fondo. A partir de la decimoséptima edición (2023-2024), la retransmisión nocturna en directo se presenta en el teatro 5 de los estudios Voxson de Roma, mientras que la casa permanece en los estudios Cinecittà.
| Estudio de televisión                 | Ediciones | Ediciones | Ediciones | Ediciones | Ediciones | Ediciones | Ediciones | Ediciones | Ediciones | Ediciones | Ediciones | Ediciones | Ediciones | Ediciones | Ediciones | Ediciones | Ediciones | Total |
| Estudio de televisión                 | 1         | 2         | 3         | 4         | 5         | 6         | 7         | 8         | 9         | 10        | 11        | 12        | 13        | 14        | 15        | 16        | 17        | Total |
| ------------------------------------- | --------- | --------- | --------- | --------- | --------- | --------- | --------- | --------- | --------- | --------- | --------- | --------- | --------- | --------- | --------- | --------- | --------- | ----- |
| Teatro 1 de Cinecittà                 |           |           |           |           |           |           |           |           |           |           |           |           |           |           |           |           |           | 2     |
| Teatro 5 de Cinecittà                 |           |           |           |           |           |           |           |           |           |           |           |           |           |           |           |           |           | 3     |
| Palastudio de Cinecittà               |           |           |           |           |           |           |           |           |           |           |           |           |           |           |           |           |           | 11    |
| Teatro 5 de los estudios Voxson, Roma |           |           |           |           |           |           |           |           |           |           |           |           |           |           |           |           |           | 1     |

## Ediciones
| Edición | Conductor         | Período                  | Período                 | Apuestas | Días | Comentaristas        | Comentaristas     | Enviado      | Enviado           | Director         | Director         | Estudiar                              | Bote          | Competidores | Ganadores          |
| Edición | Conductor         | Comenzar                 | Din                     | Apuestas | Días | Comentaristas        | Comentaristas     | Externo      | Social            | Hogar            | Estudiar         | Estudiar                              | Bote          | Competidores | Ganadores          |
| ------- | ----------------- | ------------------------ | ----------------------- | -------- | ---- | -------------------- | ----------------- | ------------ | ----------------- | ---------------- | ---------------- | ------------------------------------- | ------------- | ------------ | ------------------ |
| 1       | Daria Bignardi    | 14 de septiembre de 2000 | 21 de diciembre de 2000 | 15       | 99   | No presente          | No presente       | Marco Liorni | No presente       | Alessio Pollacci | Fosco Gasperi    | Teatro 1 de Cinecittà, Roma           | 250 000 000 ₤ | 10           | Cristina Plevani   |
| 2       | Daria Bignardi    | 20 de septiembre de 2001 | 20 de diciembre de 2001 | 14       | 92   | No presente          | No presente       | Marco Liorni | No presente       | Alessio Pollacci | Fosco Gasperi    | Teatro 1 de Cinecittà, Roma           | 250 000 000 ₤ | 16           | Flavio Montrucchio |
| 3       | Barbara D'Urso    | 30 de enero de 2003      | 8 de mayo de 2003       | 15       | 99   | No presente          | No presente       | Marco Liorni | No presente       | Alessio Pollacci | Fabio Calvi      | Teatro 5 de Cinecittà, Roma           | 250 000 €     |              | Floriana Secondi   |
| 4       | Barbara D'Urso    | 22 de enero de 2004      | 6 de mayo de 2004       | 16       | 106  | No presente          | No presente       | Marco Liorni | No presente       | Alessio Pollacci | Fabio Calvi      | Teatro 5 de Cinecittà, Roma           | 300 000 €     | 15           | Serena Garitta     |
| 5       | Barbara D'Urso    | 23 de septiembre de 2004 | 2 de diciembre de 2004  | 11       | 71   | No presente          | No presente       | Marco Liorni | No presente       | Alessio Pollacci | Fabio Calvi      | Teatro 5 de Cinecittà, Roma           | 250 000 €     | 17           | Jonathan Kashanian |
| 6       | Alessia Marcuzzi  | 19 de enero de 2006      | 27 de abril de 2006     | 15       | 99   | No presente          | No presente       | Marco Liorni | No presente       | Alessio Pollacci | Fabio Calvi      | Palastudio de Cinecittà, Roma         | 900 000 €     | 20           | Augusto De Megni   |
| 7       | Alessia Marcuzzi  | 18 de enero de 2007      | 19 de abril de 2007     | 14       | 92   | No presente          | No presente       | Marco Liorni | No presente       | Alessio Pollacci | Fabio Calvi      | Palastudio de Cinecittà, Roma         | 500 000 €     | 19           | Milo Coretti       |
| 8       | Alessia Marcuzzi  | 21 de enero de 2008      | 21 de abril de 2008     | 14       | 92   | Alfonso Signorini    | Alfonso Signorini | Marco Liorni | No presente       | Alessio Pollacci | Fabio Calvi      | Palastudio de Cinecittà, Roma         | 500 000 €     | 21           | Mario Ferretti     |
| 9       | Alessia Marcuzzi  | 12 de enero de 2009      | 20 de abril de 2009     | 16       | 99   | Alfonso Signorini    | Alfonso Signorini | No presente  | No presente       | Alessio Pollacci | Fabio Calvi      | Palastudio de Cinecittà, Roma         | 300 000 €     | 23           | Ferdi Berisa       |
| 10      | Alessia Marcuzzi  | 26 de octubre de 2009    | 8 de marzo de 2010      | 20       | 134  | Alfonso Signorini    | Alfonso Signorini | No presente  | No presente       | Alessio Pollacci | Sergio Colabona  | Palastudio de Cinecittà, Roma         | 250 000 €     | 26           | Mauro Marin        |
| 11      | Alessia Marcuzzi  | 18 de octubre de 2010    | 18 de abril de 2011     | 27       | 183  | Alfonso Signorini    | Alfonso Signorini | No presente  | No presente       | Alessio Pollacci | Sergio Colabona  | Palastudio de Cinecittà, Roma         | 300 000 €     | 34           | Andrea Hirai Cocco |
| 12      | Alessia Marcuzzi  | 24 de octubre de 2012    | 1 de abril de 2012      | 24       | 161  | Alfonso Signorini    | Alfonso Signorini | No presente  | No presente       | Alessio Pollacci | Sergio Colabona  | Palastudio de Cinecittà, Roma         | 240 000 €     | 36           | Sabrina Mbarek     |
| 13      | Alessia Marcuzzi  | 3 de marzo de 2014       | 26 de mayo de 2014      | 13       | 85   | Manuela Arcuri       | Cesare Cunaccia   | No presente  | No presente       | Alessio Pollacci | Sergio Colabona  | Palastudio de Cinecittà, Roma         | 250 000 €     | 17           | Mirco Petrilli     |
| 13      | Alessia Marcuzzi  | 3 de marzo de 2014       | 26 de mayo de 2014      | 13       | 85   | Vladimir Luxuria     |                   | No presente  | No presente       | Alessio Pollacci | Sergio Colabona  | Palastudio de Cinecittà, Roma         | 250 000 €     | 17           | Mirco Petrilli     |
| 14      | Alessia Marcuzzi  | 24 de septiembre de 2015 | 10 de diciembre de 2015 | 12       | 78   | Cristiano Malgioglio | Claudio Amendola  | No presente  | Chiara Tortorella | Alessio Pollacci | Sergio Colabona  | Palastudio de Cinecittà, Roma         | 200 000 €     | 19           | Federica Lepanto   |
| 15      | Barbara D'Urso    | 17 de abril de 2018      | 4 de junio de 2018      | 8        | 49   | Cristiano Malgioglio | Simona Izzo       | No presente  | No presente       | Marco Fuortes    | Alessio Pollacci | Palastudio de Cinecittà, Roma         | 100 000 €     | 17           | Alberto Mezzetti   |
| 16      | Barbara D'Urso    | 8 de abril de 2019       | 10 de junio de 2019     | 10       | 64   | Cristiano Malgioglio | Iva Zanicchi      | No presente  | No presente       | Marco Fuortes    | Alessio Pollacci | Palastudio de Cinecittà, Roma         | 100 000 €     | 19           | Martina Nasoni     |
| 17      | Alfonso Signorini | 11 de septiembre de 2023 | 25 de marzo de 2024     | 22       | 197  | Cesara Buonamici     | Cesara Buonamici  | No presente  | Rebecca Staffelli | Marco Fuortes    | Alessio Pollacci | Teatro 5 de los estudios Voxson, Roma | 100 000 €     | 35           | Perla Vatiero      |
| 18      | Alfonso Signorini | 16 de septiembre de 2024 | 1 de abril de 2025      |          | 197  | Cesara Buonamici     | Cesara Buonamici  | No presente  | Rebecca Staffelli | Marco Fuortes    | Alessio Pollacci |                                       | 100 000 €     | 35           | Jessica Morlacchi  |

## Competidores

### Grande Fratello 1(2000)
La primera edición se emitió del 14 de septiembre al 21 de diciembre de 2000, conducida por Daria Bignardi y con la participación del corresponsal Marco Liorni.
Los 10 concursantes estuvieron en la casa durante 99 días y Cristina Plevani se llevó el premio final en metálico de 250 000 000 de liras.
| Competidor                  | Edad    | Profesión         | Lugar de nacimiento | Estado              |
| --------------------------- | ------- | ----------------- | ------------------- | ------------------- |
| Cristina Plevani            | 28 años | Salvavidas        | Iseo                | Ganadora            |
| Salvatore "Salvo" Veneziano | 25 años | Cocinero de pizza | Siracusa            | Segundo clasificado |
| Pietro Taricone             | 25 años | Estudiante        | Frosinone           | Tercero clasificado |
| Rocco Casalino              | 28 años | Ingeniero         | Frankenthal         | Eliminado           |
| Maria Antonietta Tilloca    | 27 años | Artista           | Alguer              | Eliminada           |
| Marina La Rosa              | 23 años | Estudiante        | Mesina              | Eliminada           |
| Sergio Volpini              | 25 años | Tablista          | Ancona              | Eliminado           |
| Lorenzo Battistello         | 27 años | Cocinar           | Vicenza             | Eliminado           |
| Roberta Beta                | 35 años | Comprometida      | Milán               | Eliminada           |
| Francesca Piri              | 24 años | Estudiante        | Galatina            | Eliminada           |

### Grande Fratello 2(2001)
La segunda edición se emitió del 20 de septiembre al 20 de diciembre de 2001, con la conducción de Daria Bignardi y la participación del corresponsal Marco Liorni.
Los 16 concursantes estuvieron en la casa durante 92 días y Flavio Montrucchio ganó el premio final en metálico de 250 000 000 de liras.
| Competidor                   | Edad    | Profesión             | Lugar de nacimiento | Estado              |
| ---------------------------- | ------- | --------------------- | ------------------- | ------------------- |
| Flavio Montrucchio           | 26 años | Promotor financiero   | Turín               | Ganador             |
| Emanuela "Lalla" Sempio      | 26 años | Barman                | Milán               | Segunda clasificada |
| Amata "Tati" Albero          | 21 años | Estudiante            | Monopoli            | Tercera clasificada |
| Francesco Maria Gagliardelli | 30 años | Barman                | Domodossola         | Cuarto clasificado  |
| Alessandro Lukacs            | 26 años | Dentista              | Nápoles             | Eliminado           |
| Mascia Ferri                 | 28 años | Barman                | Ravena              | Eliminada           |
| Filippo Romeo                | 25 años | Masón                 | Génova              | Eliminado           |
| Eleonora Daniele             | 25 años | Banchera, estudiante  | Padua               | Eliminada           |
| Lorenzo Paolini              | 25 años | Instructor de fitness | Arezzo              | Eliminado           |
| Emanuela Potini              | 30 años | Cocinar               | Ascoli Piceno       | Eliminada           |
| Mathias Mougoue              | 27 años | Estudiante            | Ngaoundéré          | Eliminado           |
| Serena Donati                | 25 años | Emprendedor           | Viareggio           | Eliminada           |
| Filippo Nardi                | 32 años | Disc jockey           | Londres             | Retirado            |
| Laura Marinelli              | 25 años | Estudiante            | Roma                | Retirada            |
| Luana Spagnolo               | 26 años | Desempleados          | Wynigen             | Expulsada           |
| Giancarlo Bartolomei         | 33 años | Empleado              | Roma                | Eliminado           |

### Grande Fratello 3(2003)
La tercera edición se emitió del 30 de enero al 8 de mayo de 2003, con la conducción de Barbara D'Urso y la participación del corresponsal Marco Liorni.
Los 16 concursantes permanecieron en la casa durante 99 días y Floriana Secondi se llevó el premio final en metálico de 250 000 euros.
| Competidor            | Edad    | Profesión                  | Lugar de nacimiento | Estado              |
| --------------------- | ------- | -------------------------- | ------------------- | ------------------- |
| Floriana Secondi      | 25 años | Barman                     | Roma                | Ganadora            |
| Victoria Pennington   | 19 años | Profesor de natación       | Plano               | Segunda clasificada |
| Luca Argentero        | 24 años | Barman                     | Torino              | Tercero clasificado |
| Franco Biccica        | 28 años | Comerciante                | Florencia           | Cuarto clasificado  |
| Marianella Bargilli   | 31 años | Azafatas                   | Cecina              | Quinta clasificada  |
| Claudia Bormioli      | 25 años | Estudiante                 | Macerata            | Eliminada           |
| Manila Barbati        | 28 años | Profesor de baile          | Milán               | Eliminada           |
| Pasquale Laricchia    | 30 años | Entrenador personal        | Bari                | Eliminado           |
| Fedro Francioni       | 33 años | Emprendedor                | Terni               | Retirado            |
| Angela Sozio          | 29 años | Gerente administrativa     | Bari                | Eliminada           |
| Andrea Francolino     | 23 años | Escultor                   | Bari                | Eliminado           |
| Raffaello Orselli     | 35 años | Capitán de yate de crucero | Piombino            | Eliminado           |
| Sergio Squillacciotti | 32 años | Representante de ventas    | Nápoles             | Eliminado           |
| Marika Suppa          | 26 años | Camarera                   | Corato              | Eliminada           |
| Massimo Zino          | 25 años | Estudiante                 | Roma                | Eliminado           |
| Erika Terzi           | 26 años | Auxiliar de vuelo          | Trescore Balneario  | Eliminada           |

### Grande Fratello 4(2004)
La cuarta edición se emitió del 22 de enero al 6 de mayo de 2004, con la conducción de Barbara D'Urso y la participación del corresponsal Marco Liorni.
Los 15 concursantes estuvieron en la casa durante 106 días y Serena Garitta ganó el premio final en metálico de 300 000 euros.
| Competidor           | Edad    | Profesión                    | Lugar de nacimiento | Estado              |
| -------------------- | ------- | ---------------------------- | ------------------- | ------------------- |
| Serena Garitta       | 25 años | Instructora de fitness       | Génova              | Ganadora            |
| Patrick Ray Pugliese | 26 años | Estudiante                   | Teherán             | Segundo clasificado |
| Katia Pedrotti       | 25 años | Agente                       | Sondrio             | Tercera clasificada |
| Tommaso Vianello     | 30 años | Disc jockey                  | Venecia             | Eliminado           |
| Carolina Marconi     | 25 años | Gerente                      | Caracas             | Eliminada           |
| Ascanio Pacelli      | 30 años | Golfista                     | Roma                | Eliminado           |
| Bruno Del Turco      | 40 años | Vendedor ambulante           | Ancona              | Eliminado           |
| Robert Minicozzi     | 25 años | Mecánico                     | Adelaida            | Eliminado           |
| Ilaria Turi          | 19 años | Estudiante                   | Tarento             | Eliminada           |
| Domenico Turi        | 44 años | Emprendedor                  | Tarento             | Eliminado           |
| Erika Braidich       | 28 años | Operador turística           | Spoleto             | Eliminada           |
| Letizia Lezza        | 29 años | Peluquera                    | Pisa                | Eliminada           |
| Romina Ersini        | 33 años | Agente de telecomunicaciones | Buenos Aires        | Eliminada           |
| Renato Celli         | 28 años | Estudiante                   | Rímini              | Eliminado           |
| Carmen Meja          | 24 años | Cubista                      | Santo Domingo       | Eliminada           |

### Grande Fratello 5(2004)
La quinta edición se emitió del 23 de septiembre al 2 de diciembre de 2004, con la conducción de Barbara D'Urso y la participación del corresponsal Marco Liorni.
Los 16 concursantes estuvieron en la casa durante 71 días y Jonathan Kashanian ganó el premio final de 250 000 euros.
| Competidor                 | Edad    | Profesión                 | Lugar de nacimiento | Estado              |
| -------------------------- | ------- | ------------------------- | ------------------- | ------------------- |
| Jonathan Kashanian         | 23 años | Estilista                 | Ramat Gan           | Ganador             |
| Catrina Davies             | 23 años | Modelo                    | Cardiff             | Segunda clasificada |
| Alessandro Capone          | 25 años | Masón                     | Lucca               | Tercero clasificado |
| Annalisa Caputo            | 23 años | Estudiante                | Grosseto            | Eliminada           |
| Antonio Leotta             | 31 años | Gerente de un restaurante | Milán               | Eliminado           |
| Maria Elena "Mary" Segneri | 22 años | Estudiante                | Frosinone           | Eliminada           |
| Pierre François Alaimo     | 26 años | Productor, estudiante     | Roma                | Eliminado           |
| Rosa "Rosy" Stagnitti      | 33 años | Comerciante               | Taurianova          | Eliminada           |
| Veronica Rega              | 26 años | Estudiante                | Roma                | Eliminada           |
| Guido Genovesi             | 39 años | Diseñador de interiores   | Cascina             | Expulsado           |
| Patrizia Griffini          | 39 años | Peluquera                 | Verbania            | Eliminada           |
| Cinzia Molena              | 25 años | Modelo de fotografía      | Saronno             | Eliminada           |
| Alfio Dessì                | 37 años | Comerciante               | Taurianova          | Eliminado           |
| Aldo Pucci                 | 33 años | Comerciante               | Sídney              | Eliminado           |
| Giulia Ponsi               | 24 años | Estudiante                | Viareggio           | Eliminada           |
| Francesco Giusti           | 40 años | Comerciante               | Prato               | Eliminado           |
| Alessandra Micciché        | 27 años | Bailarina                 | Catania             | Eliminada           |

### Grande Fratello 6(2006)
La sexta edición se emitió del 19 de enero al 27 de abril de 2006, con la conducción de Alessia Marcuzzi y la participación del corresponsal Marco Liorni.
Los 20 competidores permanecieron en la casa durante 99 días, inicialmente divididos entre Nababbi y Tapini, y Augusto De Megni ganó el premio final en metálico de 900 000 euros.
| Competidor              | Edad    | Profesión              | Lugar de nacimiento | Estado               |
| ----------------------- | ------- | ---------------------- | ------------------- | -------------------- |
| Augusto De Megni        | 25 años | Estudiante, futbolista | Perugia             | Vincitore            |
| Filippo Bisciglia       | 28 años | Comerciante            | Roma                | Secondo classificato |
| Fabiano Reffe           | 25 años | Guardaespaldas         | Frosinone           | Terzo classificato   |
| Simon Falsaperla        | 26 años | Modelo, estudiante     | Roma                | Eliminado            |
| Laura Torrisi           | 26 años | Modelo                 | Catania             | Eliminada            |
| Simona Salvemini        | 29 años | Comerciante            | Milán               | Eliminada            |
| Eleonora Ranzani        | 20 años | Oficinista             | Turín               | Eliminada            |
| Man Lo Zhang            | 25 años | Estudiante             | Chongqing           | Eliminada            |
| Rosario Rannisi         | 26 años | Estudiante             | Catania             | Eliminado            |
| Patrizia Sangregorio    | 39 años | Consejero matrimonial  | Turín               | Eliminada            |
| Franco Alvisi           | 28 años | Escritor               | Bolonia             | Eliminado            |
| Isabella "Isa" Iaquinta | 25 años | Modelo, disc jockey    | Crotone             | Eliminada            |
| Pier Renato Esposito    | 33 años | Médico                 | Cassino             | Eliminado            |
| Leila Ben Khalifa       | 23 años | Estudiante             | Tunisi              | Eliminada            |
| Elena Canevazzi         | 28 años | Estudiante             | Módena              | Eliminada            |
| Lucio Calligarich       | 29 años | Estudiante             | Vizzolo Predabissi  | Retirado             |
| Thomas Cuni             | 26 años | Empleado               | Cesena              | Eliminado            |
| Francesca Cipriani      | 21 años | Vocera                 | Popoli              | Eliminada            |
| Giovanna Rigato         | 24 años | Recién graduada        | Vittorio Veneto     | Eliminada            |
| Danilo Martino Dettori  | 24 años | Barman                 | Sácer               | Eliminado            |

### Grande Fratello 7(2007)
La séptima edición se emitió del 18 de enero al 19 de abril de 2007, nuevamente conducida por Alessia Marcuzzi y con la participación del corresponsal Marco Liorni.
Los 19 concursantes estuvieron en la casa durante 92 días y Milo Coretti ganó el premio final de 500 000 euros.
| Competidor              | Edad    | Profesión                   | Lugar de nacimiento | Estado              |
| ----------------------- | ------- | --------------------------- | ------------------- | ------------------- |
| Milo Coretti            | 29 años | Emprendedor                 | Roma                | Ganador             |
| Alessandro Tersigni     | 27 años | Bombero                     | Roma                | Segundo clasificado |
| Guendalina Canessa      | 25 años | Comprometida                | Firenze             | Tercera clasificada |
| Andrea Spadoni          | 29 años | Periodista                  | Lucca               | Cuarto clasificado  |
| Francesca Paola Di Meo  | 28 años | Conductor                   | Nápoles             | Eliminada           |
| Massimo Brozzi          | 39 años | Ingeniero                   | Roma                | Eliminado           |
| Simona Mattioni         | 31 años | Azafatas                    | Ostia               | Eliminada           |
| Sonia Gloria Roy        | 33 años | Profesora de Inglés         | Londres             | Eliminada           |
| Melita Toniolo          | 20 años | Model                       | Treviso             | Eliminada           |
| Raniero Monaco di Lapio | 24 años | Barman, agente de moda      | Londres             | Eliminado           |
| Mirela Kovacevic        | 27 años | Persona de libre dedicación | Postojna            | Eliminada           |
| Francesco Testi         | 28 años | Administrador comercial     | Verona              | Eliminado           |
| Gabriele Petronio       | 27 años | Estudiante                  | Milán               | Eliminado           |
| Alfredo Lo Bianco       | 27 años | Operador ecológico          | Palermo             | Eliminado           |
| Dominic Rubio Albarca   | 30 años | Azafata, bailarina          | Barcelona           | Eliminada           |
| Michele Morsuillo       | 31 años | Desempleados                | Prato               | Eliminado           |
| Salvatore Troise        | 29 años | Bancaria                    | Nápoles             | Eliminado           |
| Diana Kleimenova        | 25 años | Secretaria                  | Vínnitsa            | Eliminada           |
| Gabriella Malavasi      | 28 años | Interna                     | Bolonia             | Eliminada           |

### Grande Fratello 8(2008)
La octava edición se emitió del 21 de enero al 21 de abril de 2008, nuevamente conducida por Alessia Marcuzzi, apoyada en el estudio por el comentarista Alfonso Signorini y con la participación del corresponsal Marco Liorni (presente por última vez sólo en el episodio final).
Los 21 concursantes estuvieron en la casa durante 92 días y Mario Ferretti ganó el premio final de 500 000 euros.
| Competidor             | Edad    | Profesión                | Lugar de nacimiento | Estado              |
| ---------------------- | ------- | ------------------------ | ------------------- | ------------------- |
| Mario Ferretti         | 30 años | Masón                    | Orvieto             | Ganador             |
| Teresa Stinziani       | 26 años | Consultor de impuestos   | Térmoli             | Segunda clasificada |
| Christine Del Rio      | 28 años | Veejay                   | Bedford             | Tercero clasificado |
| Gian Filippo Failla    | 26 años | Estudiante               | Casablanca          | Cuarto clasificado  |
| Francesco Botta        | 25 años | Representante de muebles | Roma                | Eliminado           |
| Carmela "Lina" Carcuro | 26 años | Doctor                   | Nápoles             | Eliminada           |
| Mirko Sozio            | 27 años | Estudiante               | Isernia             | Expulsado           |
| Silvia Burgio          | 29 años | Maquilladora             | Gallarate           | Eliminada           |
| Roberto Mercandalli    | 26 años | Emprendedor              | Milán               | Eliminado           |
| Fabio Orlando          | 22 años | Mesero                   | Mesina              | Eliminado           |
| Raffaella Fico         | 19 años | Modelo                   | Cercola             | Eliminada           |
| Thiago Barcelos        | 26 años | Barman                   | Santa Maria         | Eliminado           |
| Benedetta Zilli        | 32 años | Gerente de una pizzeria  | Nereto              | Eliminada           |
| Alice Caligiuri        | 28 años | Boxer                    | Roma                | Eliminada           |
| Andrea Bellumore       | 28 años | Estudiante               | Fermo               | Eliminado           |
| Nadia Castaldi         | 27 años | Agente de viajes         | Caserta             | Eliminada           |
| Carmela Mazzeo         | 55 años | Ama de casa              | Furnari             | Eliminada           |
| Giuseppe Orlando       | 34 años | Fisioterapeuta           | Milazzo             | Eliminado           |
| Filippo Orlando        | 61 años | Jubilado                 | Novara di Sicilia   | Eliminado           |
| Alì Ayach              | 27 años | Ingeniero                | Beirut              | Eliminado           |
| Domenico Orlando       | 27 años | Fotógrafo                | Milazzo             | Eliminado           |

### Grande Fratello 9(2009)
La novena edición se emitió del 12 de enero al 21 de abril de 2009, nuevamente conducida por Alessia Marcuzzi, apoyada en el estudio por el comentarista Alfonso Signorini.
Los 23 concursantes estuvieron en la casa durante 99 días y Ferdi Berisa se llevó el premio final en metálico de 300 000 euros.
| Competidor                    | Edad    | Profesión              | Lugar de nacimiento | Estado              |
| ----------------------------- | ------- | ---------------------- | ------------------- | ------------------- |
| Ferdi Berisa                  | 21 años | Cocinero               | Podgorica           | Ganador             |
| Marcello Torre Calabria       | 31 años | Panadero               | Brescia             | Segundo clasificado |
| Cristina Del Basso            | 21 años | Estudiante             | Varese              | Tercera clasificada |
| Gianluca Zito                 | 32 años | Moorer                 | Nápoles             | Cuarto clasificado  |
| Francesca Fioretti            | 23 años | Modelo                 | Maddaloni           | Eliminada           |
| Alberto Scrivano              | 32 años | Moorer                 | Génova              | Eliminado           |
| Sabrina "Siria" De Fazio      | 31 años | Tragafuegos            | Pomigliano d'Arco   | Eliminada           |
| Roberto Salvi                 | 26 años | Entrenador personal    | Roma                | Eliminado           |
| Vanessa Ravizza               | 24 años | Barman                 | Casorate Primo      | Eliminada           |
| Vittorio Marcelli             | 37 años | Tablista               | Roma                | Eliminado           |
| Geronimo "Gerry" Longo        | 31 años | Empleado               | Locri               | Eliminado           |
| Monica Riva                   | 23 años | Estudiante             | Ascoli Piceno       | Eliminada           |
| Laura Drzewicka               | 22 años | Modelo de fotografía   | Hamburgo            | Eliminada           |
| Claudia Perna                 | 25 años | Voluntaria             | Palermo             | Eliminada           |
| Tommaso De Mottoni y Palacios | 30 años | Emprendedor            | Trieste             | Eliminado           |
| Annachiara Simonetti          | 25 años | Farmacéutica           | Nápoles             | Eliminada           |
| Paolo Mari                    | 35 años | Fontanero, modelo      | Mantova             | Expulsado           |
| Nicola Molinari               | 28 años | Arquitecto             | Gavardo             | Eliminado           |
| Marco Mazzanti                | 23 años | Estudiante, futbolista | Copparo             | Eliminado           |
| Federica Rosatelli            | 30 años | Agente de moda         | Velletri            | Expulsada           |
| Leonia Coccia                 | 23 años | Carnicera              | Roma                | Eliminada           |
| Daniela Martani               | 35 años | Auxiliar de vuelo      | Roma                | Retirada            |
| Fabrizio Cimmino              | 31 años | Mayordomo              | Ivrea               | Eliminado           |

### Grande Fratello 10(2009-2010)
La décima edición se emitió del 26 de octubre de 2009 al 8 de marzo de 2010, nuevamente conducida por Alessia Marcuzzi, apoyada en el estudio por el comentarista Alfonso Signorini.
Los 26 concursantes estuvieron en la casa durante 134 días y Mauro Marín se llevó el premio final en metálico de 250 000 euros.
| Competidor                    | Edad    | Profesión             | Lugar de nacimiento | Estado              |
| ----------------------------- | ------- | --------------------- | ------------------- | ------------------- |
| Mauro Marin                   | 29 años | Tiendas delicatessen  | Castelfranco Veneto | Ganador             |
| Giorgio Ronchini              | 26 años | Representante         | Venezia             | Segundo clasificado |
| Cristina Pignataro            | 26 años | Profesor              | Milano              | Tercera clasificada |
| Alberto Baiocco               | 26 años | Hotelero              | Vasto               | Cuarto clasificado  |
| Mara Adriani                  | 22 años | Comprometida          | Roma                | Eliminada           |
| Maicol Berti                  | 22 años | Desempleados          | Ostellato           | Eliminado           |
| Carmen Andolina               | 20 años | Cameriera             | Bagheria            | Eliminada           |
| Veronica Ciardi               | 24 años | Cubista, educadora    | Roma                | Eliminada           |
| Carmela Gualtieri             | 32 años | Comprometida          | Aci Trezza          | Eliminada           |
| Gianluca Bedin                | 36 años | Diseñadora de moda    | Terracina           | Retirado            |
| Alessia Giovagnoli            | 25 años | Estudiante            | Gualdo Tadino       | Eliminada           |
| Nicola Pappalepore de Nicolai | 25 años | Emprendedor           | Noci                | Eliminado           |
| Massimo Scattarella           | 34 años | Guardaespaldas        | Bari                | Expulsado           |
| Sarah Nile                    | 24 años | Modelo                | Napoli              | Eliminada           |
| Daniele Santoianni            | 28 años | Emprendedor           | Termoli             | Eliminado           |
| George Leonard                | 27 años | Entrenador personal   | Terni               | Eliminado           |
| Marco Mosca                   | 18 años | Peluquer              | Lanzo Torinese      | Eliminado           |
| Dominique La Rosa             | 25 años | Ayudante de dentista  | Bolzano             | Eliminada           |
| Tullio Tomasino               | 23 años | Representante de moda | Trecastagni         | Eliminado           |
| Mattia Mor                    | 28 años | Emprendedor           | Génova              | Eliminado           |
| Diletta Franceschetti         | 29 años | Estudiante            | Roma                | Eliminada           |
| Gabriele Dario Belli          | 38 años | Almacenar             | Roma                | Eliminado           |
| Camila Sant'Ana               | 24 años | Modelo de fotografía  | Sorocaba            | Eliminada           |
| Davide Vallicelli             | 29 años | Mayordomo             | Codigoro            | Eliminado           |
| Sabrina Passante              | 21 años | Estudiante            | Bríndisi            | Eliminada           |
| Daniela Caneo                 | 32 años | Emprendedora          | Alguer              | Eliminada           |

### Grande Fratello 11(2010-2011)
La undécima edición se emitió del 18 de octubre de 2010 al 18 de abril de 2011, nuevamente conducida por Alessia Marcuzzi, apoyada en el estudio por el comentarista Alfonso Signorini.
Los 34 concursantes estuvieron en la casa durante 183 días y Andrea Hirai Cocco ganó el premio final en metálico de 300 000 euros.
| Competidor                 | Edad    | Profesión                                   | Lugar de nacimiento     | Estado              |
| -------------------------- | ------- | ------------------------------------------- | ----------------------- | ------------------- |
| Andrea Hirai Cocco         | 32 años | Modelo, gerente de Relaciones Públicas      | Roma                    | Ganador             |
| Ferdinando Giordano        | 30 años | Oficinista                                  | Salerno                 | Segundo clasificado |
| Margherita Zanatta         | 28 años | Altavoz de radio                            | Varese                  | Tercera clasificada |
| Jimmy Barba                | 39 años | Bailarín, granjera                          | Londres                 | Cuarto clasificado  |
| Rosa Baiano                | 23 años | Estudiante, modelo                          | Caserta                 | Eliminada           |
| Emanuele Pagano            | 26 años | Carpentiere, modello                        | Florencia               | Eliminado           |
| Davide Roberto Baroncini   | 22 años | Representante                               | San Giovanni La Punta   | Eliminado           |
| Rajae Bezzaz               | 21 años | Intérprete                                  | Tripoli                 | Eliminada           |
| Biagio D'Anelli            | 27 años | Organizador de eventos                      | Rodi Garganico          | Eliminado           |
| Giordana Sali              | 23 años | Modelo, gerente de Relaciones Públicas      | Ostia                   | Eliminada           |
| Guendalina Tavassi         | 24 años | Actriz                                      | Roma                    | Eliminada           |
| Angelica Livraghi          | 22 años | Barman                                      | Roma                    | Eliminada           |
| Raoul Tulli                | 36 años | Carnicero                                   | Roma                    | Eliminado           |
| Roberto Manfredini         | 29 años | Bailarín, modelo                            | Carpi                   | Eliminado           |
| Erinela Bitri              | 23 años | Oficinista                                  | Berat                   | Eliminada           |
| Valentina Costanzo         | 25 años | Dueña del bar                               | Roma                    | Eliminada           |
| Nathan Lelli               | 24 años | Masón                                       | Castel San Pietro Terme | Expulsado           |
| Olivia Lechner             | 29 años | Comprometida                                | Salisburgo              | Eliminada           |
| Rosalba "Rosy" Maggiulli   | 22 años | Barman                                      | Andria                  | Retirada            |
| Giuliano Cimetti           | 36 años | Trabajador, gigoló                          | Fino Mornasco           | Eliminado           |
| Matteo Casnici             | 32 años | Modelo de fotografía                        | Desenzano del Garda     | Expulsado           |
| Massimo Scattarella        | 35 años | Personalidad de televisión                  | Bari                    | Expulsado           |
| Pietro Titone              | 24 años | Exrepresentante, exfutbolista               | Palermo                 | Expulsado           |
| Ferdinando "Nando" Colelli | 23 años | Obrero                                      | Aprilia                 | Eliminado           |
| Francesca Giaccari         | 26 años | Profesora                                   | San Pietro Vernotico    | Eliminada           |
| David Lyoen                | 26 años | Oficial comercial                           | Neuilly-sur-Seine       | Eliminado           |
| Caroline Cecere            | 22 años | Modelo, bailarina                           | Salvador                | Eliminada           |
| Ilaria Natali              | 25 años | Commessa, hostess, baby sitter              | Florencia               | Eliminada           |
| Sheila Capodanno           | 28 años | Periodista                                  | Nápoles                 | Eliminada           |
| Alessandro Marino          | 37 años | Violinista, arreglista, productora, modelo. | Salerno                 | Eliminado           |
| Davide Clivio              | 23 años | Estudiante, modelo                          | Atri                    | Eliminado           |
| Elisa Lisitano             | 22 años | Estudiante                                  | Augusta                 | Eliminada           |
| Norma Silvestri            | 27 años | Bailarina                                   | Kinshasa                | Eliminada           |
| Cristina Nadia Alberto     | 27 años | Periodista                                  | Milán                   | Eliminada           |

### Grande Fratello 12(2011-2012)
La duodécima edición se emitió del 24 de octubre de 2011 al 1 de abril de 2012, nuevamente conducida por Alessia Marcuzzi, apoyada en el estudio por el comentarista Alfonso Signorini.
Los 36 concursantes estuvieron en la casa durante 161 días y Sabrina Mbarek ganó el premio final en metálico de 240 000 euros.
| Competidor               | Edad    | Profesión                                                | Lugar de nacimiento | Estado              |
| ------------------------ | ------- | -------------------------------------------------------- | ------------------- | ------------------- |
| Sabrina Mbarek           | 21 años | Estudiante                                               | Udine               | Ganadora            |
| Gaia Elide Bruschini     | 23 años | Imagen chica, azafata.                                   | Roma                | Segunda clasificada |
| Patrick Ray Pugliese     | 34 años | Personalidad de televisión                               | Teherán             | Tercero clasificado |
| Franco Giusti            | 30 años | Fisioterapeuta                                           | Roma                | Cuarto clasificado  |
| Martina Pascutti         | 21 años | Modelo de fotografía                                     | Turín               | Quinta clasificada  |
| Armando Avellino         | 25 años | Arquitecto                                               | Catania             | Eliminado           |
| Ilenia Pastorelli        | 25 años | Studentessa                                              | Roma                | Eliminada           |
| Vito Mancini             | 26 años | Estudiante                                               | Avetrana            | Eliminado           |
| Kevin Cagnardi           | 20 años | Desempleados                                             | Borgosesia          | Eliminado           |
| Cristina Del Basso       | 24 años | Corista, modelo, actriz, personalidad de televisión      | Varese              | Eliminada           |
| Valentina "Vale" Marconi | 32 años | Embutidos                                                | Quarata             | Eliminada           |
| Valentina Lanotte        | 22 años | Emprendedora de un showroom                              | Modugno             | Eliminada           |
| Floriana Messina         | 22 años | Estudiante                                               | Potenza             | Eliminada           |
| Ferdinando Giordano      | 31 años | Personalidad de televisión                               | Salerno             | Eliminado           |
| Gaetano De Robertis      | 32 años | Organizador de eventos disco                             | Bari                | Retirado            |
| Giusy Muscia             | 25 años | Itinerante                                               | Niscemi             | Eliminada           |
| Enrica Maria Saraniti    | 23 años | Psicóloga                                                | Catania             | Eliminada           |
| Fabrizio Conti           | 31 años | Tatuador                                                 | Viareggio           | Eliminado           |
| Amedeo Aterrano          | 23 años | Vendedor, modelo                                         | Nápoles             | Eliminado           |
| Chiara Giorgianni        | 22 años | Responsable de Relaciones Públicas en varias localidades | Milán               | Eliminada           |
| Daniel Mkongo            | 21 años | Modelo, personalidad de televisión                       | Sorengo             | Expulsado           |
| Rudolf Mernone           | 23 años | Jugador de rugby                                         | Roma                | Retirado            |
| Monica Sirianni          | 25 años | Profesor de Inglés                                       | Sídney              | Eliminada           |
| Luca Di Tolla            | 34 años | Estudiante, ex informante científico                     | Éboli               | Eliminado           |
| Yassine Mokdad Mamaar    | 24 años | Bailarina, entrenadora personal                          | Gavardo             | Eliminado           |
| Caterina Siviero         | 25 años | Higienista dental                                        | Mestre              | Eliminado           |
| Kiran Maccali            | 25 años | Agricultor                                               | Vythiri             | Expulsado           |
| Adriana Peluso           | 21 anni | Profesora de gimnasia rítmica                            | Salerno             | Eliminada           |
| Leone Guicciardini       | 27 años | Camarero                                                 | Florencia           | Eliminado           |
| Sofia D'Altrui           | 23 años | Estudiante, recepcionista                                | Pescara             | Eliminada           |
| Danilo Novelli           | 22 años | Barman                                                   | Bari                | Retirado            |
| Mirko D'Arpa             | 31 años | Agente de bienes raíces                                  | Roma                | Retirado            |
| Valeria Molin Pradel     | 34 años | Estudiante, exjugador de hockey sobre hielo              | Bolzano             | Eliminada           |
| Filippo Pongiluppi       | 30 años | Hotelero                                                 | Rimini              | Eliminado           |
| Claudia Letizia          | 32 años | Artista burlesco                                         | Pompeya             | Eliminada           |
| Mario Ermito             | 20 años | Modelo                                                   | Brindisi            | Eliminado           |

### Grande Fratello 13(2014)
La decimotercera edición se emitió del 3 de marzo al 26 de mayo de 2014, nuevamente conducida por Alessia Marcuzzi, apoyada en el estudio durante los primeros cuatro episodios por los comentaristas Manuela Arcuri y Cesare Cunaccia, reemplazada por el comentarista Vladimir Luxuria del quinto al decimotercer episodio.
Los 17 concursantes permanecieron en la casa durante 85 días y Mirco Petrilli ganó el premio final en metálico de 250 000 euros.
| Competidor               | Edad    | Profesión                             | Lugar de nacimiento   | Estado              |
| ------------------------ | ------- | ------------------------------------- | --------------------- | ------------------- |
| Mirco Petrilli           | 28 años | Agricultor                            | Velletri              | Ganador             |
| Francesca "Chicca" Rocco | 29 años | Empleada bancaria                     | Legnano               | Segunda clasificada |
| Modestina Cicero         | 25 años | Estudiante                            | Mannheim              | Tercera clasificada |
| Samba Laobe Ndiaye       | 33 años | Barman                                | Senegal               | Cuarto clasificado  |
| Giovanni Masiero         | 28 años | Oficinista                            | Verona                | Quinto clasificado  |
| Angela Viviani           | 28 años | Desempleados                          | Sesto San Giovanni    | Eliminada           |
| Roberto Ruberti          | 32 años | Analista bancario                     | Roma                  | Eliminado           |
| Fabio Pellegrini         | 25 años | Responsable de un centro deportivo    | Roma                  | Eliminado           |
| Diletta Di Tanno         | 24 años | Estudiante                            | Turín                 | Eliminada           |
| Mia Cellini              | 22 años | Maquilladora, YouTuber                | Roma                  | Eliminada           |
| Valentina Acciardi       | 33 años | Empleado en una empresa hospitalaria. | Turín                 | Eliminada           |
| Armando Armenise         | 36 años | Agentes de bienes raíces              | Bari                  | Eliminados          |
| Giuseppe Armenise        | 32 años | Agentes de bienes raíces              | Bari                  | Eliminados          |
| Andrea Cerioli           | 24 años | Agente pubblicitario                  | San Lazzaro di Savena | Eliminado           |
| Greta Maisto             | 26 años | Ayudante de dentista                  | Erice                 | Eliminada           |
| Francesca Cioffi         | 27 años | Promotoras                            | Nápoles               | Eliminada           |
| Veronica Graf            | 24 años | Anfitriona, modelo                    | Faenza                | Eliminada           |
| Michele Simoncini        | 30 años | Ingeniero, disc jockey                | Senigallia            | Eliminado           |

### Grande Fratello 14(2015)
La decimocuarta edición se emitió del 24 de septiembre al 10 de diciembre de 2015, conducida por Alessia Marcuzzi, apoyada en el estudio por los comentaristas Cristiano Malgioglio y Claudio Amendola. El salón social de esta edición estuvo a cargo de Chiara Tortorella, ponente de R101.
Los 19 concursantes permanecieron en la casa durante 78 días y Federica Lepanto ganó el premio final en metálico de 200 000 euros.
| Competidor                | Edad    | Profesión                                  | Lugar de nacimiento | Compañero de equipo  | Estado              |
| ------------------------- | ------- | ------------------------------------------ | ------------------- | -------------------- | ------------------- |
| Federica Lepanto          | 22 años | Estudiante                                 | Salerno             | Alessandro           | Ganador             |
| Domenico Manfredi         | 27 años | Entrenador atlético                        | Bari                | Igor y Valentina     | Segundo clasificado |
| Simone Nicastri           | 25 años | Estudiante                                 | Verbania            | Rebecca              | Tercera clasificada |
| Alessandro Calabrese      | 32 años | Emprendedor                                | Nettuno             | Federica             | Cuarta clasificada  |
| Kevin Ishebabi            | 23 anni | Estudiante, modelo                         | Padua               | Mary                 | Quinta clasificada  |
| Jessica Vella             | 23 años | Camarera                                   | Catania             | Lidia                | Eliminada           |
| Livio Parisi              | 32 años | Empleado                                   | Nápoles             | –                    | Eliminado           |
| Rebecca De Pasquale       | 36 años | Sirvienta, niñera de perros                | Eboli               | Simone               | Eliminada           |
| Diego Ianniello           | 29 años | Entrenador personal                        | Roma                | Verdiana             | Eliminado           |
| Luigi Tuccillo            | 38 años | Escritor                                   | Nápoles             | Peppe                | Eliminado           |
| Valentina Bonariva        | 26 años | Bailarina, modelo                          | Solaro              | Igor y Manfredi      | Eliminada           |
| Barbara Donadio           | 27 años | Modelo, anfitriona                         | Viareggio           | Rossella             | Eliminada           |
| Rossella Intellicato      | 29 años | Emprendedor                                | Turín               | Barbara              | Eliminada           |
| Verdiana Fanzone          | 27 años | Gerente de un restaurante de comida rápida | Caltagirone         | Giovanni y Diego     | Eliminada           |
| Lidia Vella               | 23 años | Camarera                                   | Catania             | Jessica              | Eliminada           |
| Maria "Mary" Falconieri   | 23 años | Estudiante                                 | Nardò               | Kevin                | Eliminada           |
| Igor Di Giovanni          | 26 años | Emprendedor                                | Kiev                | Manfredi y Valentina | Eliminado           |
| Giovanni Angiolini        | 34 años | Ortopédico                                 | Sassari             | Verdiana             | Retirado            |
| Giuseppe "Peppe" Tuccillo | 41 años | Fotógrafo                                  | Nápoles             | Luigi                | Eliminado           |

### Grande Fratello 15(2018)
La decimoquinta edición se emitió del 17 de abril al 4 de junio de 2018, conducida por Barbara D'Urso, apoyada en el estudio por los comentaristas Cristiano Malgioglio y Simona Izzo.
Los 17 concursantes estuvieron en la casa durante 49 días y Alberto Mezzetti se llevó el premio final en metálico de 100 000 euros.
| Competidor             | Edad    | Profesión                                  | Lugar de nacimiento     | Estado              |
| ---------------------- | ------- | ------------------------------------------ | ----------------------- | ------------------- |
| Alberto Mezzetti       | 34 años | Responsable de casa de apuestas            | Viterbo                 | Ganador             |
| Alessia Prete          | 22 años | Estudiante en ciencias estadísticas        | Volvera                 | Segunda clasificada |
| Matteo Gentili         | 28 años | Jugador de fútbol                          | Viareggio               | Tercero clasificado |
| Lucia Orlando          | 28 años | Oficinista                                 | Roma                    | Cuarto clasificado  |
| Simone Coccia Colaiuta | 34 años | Personalidad de televisión, exestríper     | L'Aquila                | Quinta clasificada  |
| Veronica Satti         | 28 años | Desempleados                               | Génova                  | Eliminada           |
| Filippo Contri         | 25 años | Consulente finanziario                     | Roma                    | Eliminado           |
| Danilo Aquino          | 31 años | Técnico de electrodomésticos               | Roma                    | Eliminado           |
| Angelo Sanzio          | 28 años | Creador de perfumes                        | Civitavecchia           | Eliminado           |
| Lucia Bramieri         | 57 años | Dueña de una peluquería                    | Milán                   | Eliminada           |
| Mariana Falace         | 23 años | Modelo                                     | Castellammare di Stabia | Eliminada           |
| Luigi Mario Favoloso   | 30 años | Gestor digital, emprendedor                | Torre del Greco         | Expulsado           |
| Aída Nízar             | 42 años | Personalidad de televisión                 | Valladolid              | Eliminada           |
| Patrizia Bonetti       | 22 años | Modelo                                     | Bolonia                 | Eliminada           |
| Baye Dame Dia          | 29 años | Commesso, drag queen                       | Roma                    | Expulsado           |
| Valerio Logrieco       | 29 años | Modelo, sastre                             | Bitonto                 | Eliminado           |
| Simone Poccia          | 23 años | Atleta, estudiante de deportes y ciencias. | Gaeta                   | Eliminado           |

### Grande Fratello 16(2019)
La decimosexta edición se emitió del 8 de abril al 10 de junio de 2019, conducida por Barbara D'Urso, apoyada en el estudio por los comentaristas Cristiano Malgioglio y Iva Zanicchi.
Los 19 concursantes estuvieron en la casa durante 64 días y Martina Nasoni se llevó el premio final en metálico de 100 000 euros.
| Competidor         | Edad    | Profesión                                                     | Lugar de nacimiento     | Estado              |
| ------------------ | ------- | ------------------------------------------------------------- | ----------------------- | ------------------- |
| Martina Nasoni     | 21 años | Tatuadora                                                     | Terni                   | Ganadora            |
| Enrico Contarin    | 26 años | Oficinista                                                    | Bessica                 | Segundo clasificado |
| Gianmarco Onestini | 22 años | Estudiante                                                    | Castel San Pietro Terme | Tercero clasificado |
| Daniele Dal Moro   | 28 años | Modelo, personalidad de televisión                            | Verona                  | Cuarto clasificado  |
| Gennaro Lillio     | 27 años | Modelo, personalidad de televisión                            | Nápoles                 | Quinto clasificado  |
| Erica Piamonte     | 30 años | Commessa                                                      | Campi Bisenzio          | Eliminada           |
| Francesca De André | 29 años | Personalidad de televisión                                    | Génova                  | Eliminada           |
| Michael Terlizzi   | 32 años | Entrenador atlético                                           | Milán                   | Eliminado           |
| Valentina Vignali  | 27 años | Jugador de baloncesto, influencer, personalidad de televisión | Rimini                  | Eliminada           |
| Ilio "Kikò" Nalli  | 48 años | Peluquero                                                     | Sabaudia                | Eliminado           |
| Serena Rutelli     | 29 años | Cosmetóloga                                                   | Roma                    | Eliminada           |
| Gaetano Arena      | 22 años | Modelo                                                        | Nápoles                 | Eliminado           |
| Mila Suarez        | 31 años | Modelo, personalidad de televisión                            | Casablanca              | Eliminada           |
| Jessica Mazzoli    | 27 años | Cantante                                                      | Olbia                   | Retirada            |
| Cristian Imparato  | 23 años | Cantante                                                      | Palermo                 | Eliminado           |
| Ivana Icardi       | 23 años | Personalidad de televisión                                    | Rosario                 | Eliminada           |
| Ambra Lombardo     | 33 años | Profesora, modelo                                             | Módica                  | Eliminada           |
| Audrey Chabloz     | 26 años | Azafata                                                       | Aosta                   | Eliminada           |
| Angela Losito      | 28 años | Altavoz de radio                                              | Bari                    | Eliminada           |

### Grande Fratello 17(2023-2024)
La decimoséptima edición se emitida a partir del 11 de septiembre de 2023, con la conducción de Alfonso Signorini, el apoyo en el estudio de la comentarista Cesara Buonamici y la participación de la corresponsal social Rebecca Staffelli.
| Competidor            | Edad    | Profesión                                                  | Lugar de nacimiento    | Estado               |
| --------------------- | ------- | ---------------------------------------------------------- | ---------------------- | -------------------- |
| Perla Vatiero         | 25 años | Emprendedora, influencer                                   | Angri                  | Ganadora             |
| Beatrice Luzzi        | 52 años | Actriz, directora                                          | Roma                   | Segunda clasificaca  |
| Rosy Chin             | 37 años | Cocinera, emprendedora                                     | Milán                  | Tercera clasificada  |
| Simona Tagli          | 59 años | Showgirl, conductora de TV                                 | Milán                  | Cuarta clasificada   |
| Letizia Petris        | 24 años | Fotógrafa                                                  | Cesena                 | Quinta clasificada   |
| Massimiliano Varrese  | 47 años | Actor, cantante, bailarín                                  | Roma                   | Sexto clasificado    |
| Sergio María D'Ottavi | 31 años | Emprendedor                                                | Latina                 | Eliminado (93 días)  |
| Greta Rossetti        | 25 años | Influencer                                                 | Melzo                  | Eliminada (114 días) |
| Giuseppe Garibaldi    | 30 años | Asistente escolar, barman                                  | Palmi                  | Eliminado (192 días) |
| Federico Massaro      | 29 años | Modelo                                                     | Milán                  | Eliminado (108 días) |
| Alessio Falsone       | 31 años | Emprendedor, entrenador de fútbol                          | Milán                  | Eliminado (45 días)  |
| Paolo Masella         | 25 años | Carnicero                                                  | Roma                   | Eliminado (189 días) |
| Anita Olivieri        | 26 años | Gerente de marketing                                       | Roma                   | Eliminada (189 días) |
| Grecia Colmenares     | 60 años | Actriz                                                     | Valencia               | Eliminada (178 días) |
| Marco Maddaloni       | 38 años | Judoca, personalidad de televisión                         | Nápoles                | Retirado (105 días)  |
| Stefano Miele         | 33 años | Estilista                                                  | Formia                 | Eliminado (60 días)  |
| Vittorio Menozzi      | 23 años | Ingeniero, modelo                                          | Parma                  | Eliminado (154 días) |
| Fiordaliso            | 67 años | Cantautora                                                 | Plasencia              | Retirado (143 días)  |
| Monia La Ferrera      | 35 años | Azafata                                                    | Catania                | Eliminada (56 días)  |
| Rosana Fratello       | 72 años | Cantante y actriz                                          | San Severo             | Eliminada (44 días)  |
| Sara Ricci            | 54 años | Actriz                                                     | Roma                   | Eliminada (26 días)  |
| Mirko Brunetti        | 26 años | Emprendedor                                                | Rieti                  | Eliminado (54 días)  |
| Alex Schwazer         | 38 años | Campeón olímpico de marcha                                 | Vipiteno               | Eliminado (84 días)  |
| Angelica Baraldi      | 26 años | Gerente de TI                                              | Módena                 | Eliminada (77 días)  |
| Ciro Petrone          | 35 años | Actor                                                      | Nápoles                | Retirado (66 días)   |
| Giampiero Mughini     | 82 años | Escritor, periodista, personalidad de televisión           | Catania                | Retirado (31 días)   |
| Jill Cooper           | 55 años | Presentadora de televisión, entrenador personal, estilista | Wichita                | Eliminada (28 días)  |
| Giselda Torresan      | 34 años | Trabajadora, influencer                                    | Seren del Grappa       | Eliminada (56 días)  |
| Valentina Modini      | 29 años | Empleada con experiencia en relaciones públicas            | Borgomanero            | Eliminada (45 días)  |
| Samira Lui            | 25 años | Showgirl, personalidad de televisión                       | San Daniele del Friuli | Eliminada (38 días)  |
| Heidi Baci            | 25 años | Comerciante                                                | Vasto                  | Retirada (32 días)   |
| Arnold Cardaropoli    | 22 años | Administrador de redes sociales                            | Acra                   | Eliminado (27 días)  |
| Lorenzo Remotti       | 37 años | Zapatero                                                   | Alessandria            | Eliminado (24 días)  |
| Marco Fortunati       | 31 años | Instructor de esquí, instructor de kitesurf, taxista       | Bolonia                | Eliminado (21 días)  |
| Claudio Roma          | 34 años | Emprendedor                                                | Codigoro               | Eliminado (10 días)  |

### Grande Fratello 18(2024-2025)
La decimoctava edición se emitió a partir del 16 de septiembre de 2024, con la conducción de Alfonso Signorini, el apoyo en el estudio de la comentarista Cesara Buonamici y Beatrice Luzzi y la participación de la corresponsal social Rebecca Staffelli.
| Competidor              | Edad    | Profesión                            | Lugar de nacimiento | Duración                             |
| ----------------------- | ------- | ------------------------------------ | ------------------- | ------------------------------------ |
| Jessica Morlacchi       | 37 años | Cantante, bajista                    | Roma                | Ganadora (114 / 70 días)*            |
| Helena Prestes          | 34 años | Modelo                               | Sao Paulo           | Segunda clasificada (116 / 70 días)* |
| Chiara Cainelli         | 25 años | Influencer, modelo                   | Trento              | Tercera clasificada (119 días)       |
| Lorenzo Spolverato      | 27 años | Modelo                               | Milán               | Cuarto clasificado (196 días)        |
| Zeudi Di Palma          | 23 años | Modelo                               | Nápoles             | Quinta clasificada (119 días)        |
| Mariavittoria Minghetti | 31 años | Médico estetico                      | Roma                | 24.ª Eliminada (196 días)            |
| Shaila Gatta            | 28 años | Bailarina, showgirl                  | Aversa              | 23.ª Eliminada (189 días)            |
| Javier Martínez         | 29 años | Jugador de voleibol                  | Córdoba             | 22.° Eliminado (189 días)            |
| Luca "Giglio" Giglioli  | 24 años | Peluquero                            | Reggio Emilia       | 21.° Eliminado (189 días)            |
| Tommaso Franchi         | 24 años | Fontanero                            | Siena               | 20.° Eliminado (182 días)            |
| Stefania Orlando        | 58 años | Cantante, showgirl y personaje de TV | Roma                | 19.ª Eliminada (87 días)             |
| Federico Chimirri       | 34 años | Cocinero, DJ                         | Buenos Aires        | 18.º Eliminado (38 días)             |
| Mattia Fumagalli        | 38 años | Instructor de esquí                  | Lecco               | 17.º Eliminado (35 días)             |
| Maria Teresa Ruta       | 64 años | Showgirl y presentadora de TV        | Turín               | 16.ª Eliminada (35 días)             |
| Amanda Lecciso          | 36 años | Emprendedora                         | Lecce               | 15.ª Eliminada (161 días)            |
| Iago García             | 45 años | Actor                                | Ferrol              | 3.º / 14.º Eliminado (50 / 32 días)* |
| Maxime Mbanda           | 31 años | Jugador de rugby                     | Roma                | 13.º Eliminado (66 días)             |
| Alfonso D'Apice         | 25 años | Emprendedor                          | Nápoles             | 12.º Eliminado (104 días)            |
| Pamela Petrarolo        | 47 años | Cantante, showgirl                   | Roma                | Retirada (105 / 36 días)*            |
| Eva Grimaldi            | 63 años | Actriz, personaje de TV              | Nogarole Rocca      | 11.ª Eliminada (35 días)             |
| Ilaria Galassi          | 48 años | Showgirl, vigilante                  | Avezzano            | Retirada (140 días)                  |
| Emanuele Fiori          | 28 años | Fisioterapeuta                       | Cagliari            | 10.º Eliminado (63 días)             |
| Bernardo Cherubini      | 61 años | Organizador de eventos, operador     | Roma                | 9.º Eliminado (59 días)              |
| Luca Calvani            | 50 años | Actor, personaje de TV               | Prato               | 8.º Eliminado (133 días)             |
| Maria Monsè             | 50 años | Actriz, personaje de TV              | Catania             | 7.ª Eliminadas (28 días)             |
| Perla Maria Paravia     | 18 años | Estudiante, influencer               | Catania             | 7.ª Eliminadas (28 días)             |
| Federica Petagna        | 20 años | Esteticista                          | Nápoles             | 6.ª Eliminada (42 días)              |
| Yulia Naomi Bruschi     | 26 años | Directora creativa de un local       | La Habana           | Retirada (84 días)                   |
| Stefano Tediosi         | 32 años | Camarero, restaurador                | Milán               | 5.º Eliminado (35 días)              |
| Clayton Norcross        | 70 años | Actor                                | Arcadia             | 4.º Eliminado (61 días)              |
| Enzo Paolo Turchi       | 75 años | Bailarín, coreógrafo, personaje TV   | Nápoles             | Retirado (57 días)                   |
| Eleonora Cecere         | 45 años | Cantante, bailarina                  | Roma                | Retirada (42 días)                   |
| Michael Castorino       | 35 años | Animador turístico                   | Varese              | 2.º Eliminado (25 días)              |
| Clarissa Burt           | 65 años | Actriz                               | Filadelfia          | 1.ª Eliminada (17 días)              |
| Ilaria "Ila" Clemente   | 30 años | Experta de cyberseguridad            | Roma                | Retirada (17 días)                   |
| Maica Benedicto         | 25 años | Modelo, visitadora médico            | Cartagena           | Intercambio (3 días)                 |

(*) = suma de 2 o más etapas de concurso partidas debido a reincorporaciones o repescas.

## Audiencias
| Edición | Red de televisión | Año       | Estación           | Programación | Programación | Programación | Programación | Programación | Programación | Programación | Espectadores | Compartir | Premiere     | Premiere  | Final        | Final     | La nostra avventura | La nostra avventura |
| Edición | Red de televisión | Año       | Estación           | L            | M            | M            | J            | V            | S            | D            | Espectadores | Compartir | Espectadores | Compartir | Espectadores | Compartir | Espectadores        | Compartir           |
| ------- | ----------------- | --------- | ------------------ | ------------ | ------------ | ------------ | ------------ | ------------ | ------------ | ------------ | ------------ | --------- | ------------ | --------- | ------------ | --------- | ------------------- | ------------------- |
| 1       | Canale 5          | 2000      | verano-otoño       |              |              |              |              |              |              |              | 9 818 000    | 37,00%    | 5 452 000    | 24,78%    | 16 019 000   | 59,97%    | –                   | –                   |
| 2       | Canale 5          | 2001      | verano-otoño       | 8 111 000    | 32,74%       | 7 911 000    | 33,04%       | 10 990 000   | 44,18%       |              |              |           |              |           |              |           | –                   | –                   |
| 3       | Canale 5          | 2003      | invierno-primavera | 8 260 000    | 33,15%       | 8 487 000    | 35,00%       | 10 694 000   | 45,11%       |              |              |           |              |           |              |           | –                   | –                   |
| 4       | Canale 5          | 2004      | invierno-primavera |              | 8 443 000    | 33,89%       | 9 349 000    | 38,62%       | 11 159 000   | 45,38%       |              |           |              |           |              |           | –                   | –                   |
| 5       | Canale 5          | 2004      | otoño              |              | 6 859 000    | 30,70%       | 6 886 000    | 34,13%       | 8 642 000    | 40,04%       | 5 307 000    | 23,88%    |              |           |              |           |                     |                     |
| 6       | Canale 5          | 2006      | invierno-primavera | 6 494 000    | 31,68%       | 7 633 000    | 36,76%       | 7 463 000    | 37,80%       | 4 702 000    | 23,15%       |           |              |           |              |           |                     |                     |
| 7       | Canale 5          | 2007      | invierno-primavera | 5 553 000    | 25,80%       | 6 481 000    | 30,82%       | 5 951 000    | 31,13%       | 4 355 000    | 20,46%       |           |              |           |              |           |                     |                     |
| 8       | Canale 5          | 2008      | invierno-primavera |              |              |              | 5 477 000    | 25,19%       | 5 616 000    | 27,72%       | 6 258 000    | 28,80%    | 4 975 000    | 20,24%    |              |           |                     |                     |
| 9       | Canale 5          | 2009      | invierno-primavera |              | 6 631 000    | 29,17%       | 5 674 000    | 26,51%       | 7 915 000    | 36,14%       | 5 282 000    | 22,41%    |              |           |              |           |                     |                     |
| 10      | Canale 5          | 2009-2010 | otoño-invierno     |              |              |              | 6 156 000    | 27,83%       | 6 047 000    | 30,87%       | 7 460 000    | 34,70%    | 3 521 000    | 17,16%    |              |           |                     |                     |
| 11      | Canale 5          | 2010-2011 | otoño-primavera    |              | 5 433 000    | 23,55%       | 5 906 000    | 27,06%       | 6 622 000    | 32,79%       | –            | –         |              |           |              |           |                     |                     |
| 12      | Canale 5          | 2011-2012 | otoño-primavera    |              | 3 847 000    | 17,40%       | 5 264 000    | 24,94%       | 3 926 000    | 20,02%       | –            | –         |              |           |              |           |                     |                     |
| 13      | Canale 5          | 2014      | inverno-primavera  |              | 4 115 000    | 19,15%       | 5 440 000    | 24,64%       | 4 708 000    | 24,25%       | –            | –         |              |           |              |           |                     |                     |
| 14      | Canale 5          | 2015      | otoño              |              |              | 3 523 000    | 18,74%       | 3 428 000    | 19,21%       | 4 308 000    | –            | –         | 22,01%       |           |              |           |                     |                     |
| 15      | Canale 5          | 2018      | primavera          |              |              |              | 3 885 000    | 23,25%       | 3 598 000    | 22,60%       | –            | –         | 3 797 000    | 23,63%    |              |           |                     |                     |
| 16      | Canale 5          | 2019      | primavera          | 3 257 000    | 19,94%       | 3 405 000    | 19,34%       | 3 301 000    | 22,22%       |              | –            | –         |              |           |              |           |                     |                     |
| 17      | Canale 5          | 2023-2024 | verano-otoño       |              |              |              |              |              |              | 2 994 000    | –            | –         | 23,01%       |           |              |           |                     |                     |

## Curiosidad

### Resumen de ediciones
En términos de rating, el reality ha conseguido varios récords, incluido un 60% de share en la primera edición (2000). En 2004, un episodio de Grande Fratello 4 fue la primera emisión en la historia de la televisión italiana que superó en rating al Festival de Sanremo, en directo y al mismo tiempo.
- Grande Fratello 1: la edición fue retransmitida desde los estudios Cinecittà de Roma, conducida por Daria Bignardi y con la participación del corresponsal Marco Liorni. Los diez concursantes estuvieron en la casa durante 99 días y Cristina Plevani ganó el premio final de 250 000 000 ₤. Los demás participantes fueron: Salvatore "Salvo" Veneziano, Pietro Taricone, Rocco Casalino, Maria Antonietta Tilloca, Marina La Rosa, Sergio Volpini, Lorenzo Battistello, Roberta Beta y Francesca Piri.
- Grande Fratello 2: se pidió a los competidores (del 14 al 16 con la entrada de Lalla Sempio y Flavio Montrucchio) que nominaran a tres personas cada uno. Por primera vez se produjo la expulsión de una competidora, Luana Spagnolo, el abandono por elección personal de Laura Marinelli y Filippo Nardi, la readmisión de una competidora ya eliminada, Eleonora Daniele, y la participación de un competidor extranjero, Mathias Mougoue.
- Grande Fratello 3: a la casa se le añadió una habitación con diversas comodidades adicionales como videojuegos y bañera de hidromasaje, denominada suite: alojarse en esta habitación es el premio para el competidor que más destacó en la prueba semanal. Por primera vez el destino de un competidor estuvo vinculado a la salida de un competidor real de la casa, de hecho Manila Barbati salió como consecuencia de la eliminación de Pasquale Laricchia. Por primera vez, antes de entrar a la casa, se formó una pareja, Pasquale Laricchia y Victoria Pennington. Por primera vez una competidora de GF, en este caso Floriana Secondi, participó en otro reality show, La fattoria, conducido por Daria Bignardi.
- Grande Fratello 4: se añadió a la casa la casucha, como penitencia para el competidor que menos destacó en la prueba semanal; por primera vez, una pareja formada en la casa, la de Ascanio Pacelli y Katia Pedrotti, se casa una vez que se van. Por primera vez participaron competidores vinculados por una relación familiar, Domenico e Ilaria Turi, padre e hija respectivamente.
- Grande Fratello 5: los días pasados en la casa se redujeron de 99 a alrededor de 71, convirtiéndose en la tercera edición italiana más corta de la historia (tercera a Grande Fratello 15 con 49 días de estancia y a Grande Fratello 16 con 64 días de estancia).
- Grande Fratello 6: es la edición con mayor premio en metálico, un millón de euros (posteriormente reducido a 900 000 euros). A la casa se le añadió la arena, un lugar para realizar la prueba semanal. Por primera vez, los concursantes vivieron en dos casas separadas (la casa de los nababs y la de los malos), pero sólo durante un tiempo. Una vez más habían participado dos competidoras unidas por un vínculo familiar, madre e hija, Eleonora Ranzani y Patrizia Sangregorio. Como sucedió con Floriana Secondi, otra competidora, Rosario Rannisi, ingresó al elenco de La granja, ganándola. Por primera vez, la producción escoltó a tres concursantes a sus respectivos asientos, entre ellos Fefè (Ceccano), Laura (Prato), Filippo (Roma) y Augusto (Perugia) para votar en las elecciones políticas.
- Grande Fratello 7: se añadió un nuevo entorno a la casa, el vertedero. Por primera vez un competidor, Alessandro Tersigni, tuvo relaciones sexuales con dos competidoras diferentes, Diana Kleimenova y Melita Toniolo. Por primera vez, un concursante fue elegido por el público mediante televoto (Salvatore). Por primera vez, un competidor, Gabriele Petronio, se convirtió, algún tiempo después, en corresponsal de Le Iene y otros programas de televisión.
- Grande Fratello 8: por primera vez, tres concursantes (Roberto Mercandalli, Mario Ferretti y Francesco Botta) salieron de casa para participar en otro programa de televisión, C'è posta per te, presentado por Maria De Filippi. Por primera vez entró en la casa una competidora que había realizado una operación de cambio de sexo de hombre a mujer, Silvia Burgio. Fue la tercera edición en la que aparecen personas unidas por parentesco, la familia Orlando.
- Grande Fratello 9: por primera vez un competidor ciego, Gerry Longo, entró en la casa. Además, en esta edición, el modelo Paolo Mari fue expulsado por andar por la casa después de haberse desnudado por completo.
- Grande Fratello 10: se agregó la sala de elecciones a la casa, donde se decidía el destino de un concursante en el juego. Por primera vez, participó una concursante, Sarah Nile, que anteriormente había posado desnuda para la revista "Playboy". También en esta edición otro competidor que había hecho un cambio de sexo, esta vez de mujer a hombre, Gabriele Dario Belli y un competidor homosexual declarado, Maicol Berti. Por primera vez, dos concursantes, George Leonard y Maicol Berti, abandonaron la casa para participar en un viaje a París, mientras que otros dos, Massimo Scattarella y Carmela Gualtieri, fueron transferidos al elenco de Grande Fratello 10 por un corto período de tiempo.
- Gran Fratello 11: por primera vez ingresó un competidor que ya había participado en una edición anterior (Grande Fratello 10), Massimo Scattarella, reintegrado porque se consideró que la pena prevista por el reglamento del programa por blasfemia (inhabilitación) no era relevante para el caso.
- Grande Fratello 12: por primera vez entró una artista de burlesco, Claudia Letizia. En esta edición, las reglas del juego cambiaron radicalmente a partir del episodio diecisiete del 13 de febrero de 2012, cuando en la casa reingresan al juego tres concursantes que ya habían participado en el reality show en el pasado: Ferdinando Giordano, segundo lugar en Grande Fratello 11, Cristina Del Basso, tercero en Grande Fratello 9, y Patrick Ray Pugliese, segundo lugar en Grande Fratello 4. Los tres competidores volvieron al juego como competidores de pleno derecho con el título de invasores, para obstaculizar el camino de los demás competidores. Los críticos no apreciaron especialmente este regreso, pero los autores del programa rechazaron las objeciones, reiterando la regularidad del programa. En esta edición, la competidora Sabrina Mbarek establece el récord de televotos, 13, luego superada por Maria Teresa Ruta en la quinta edición vip, luego por Miriana Trevisan en la sexta edición vip y posteriormente por Nikita Pelizon en séptima edición vip.
- Grande Fratello 13: por primera vez, una concursante con una prótesis de brazo derecho, Valentina Acciardi, y un ex vendedor ambulante, Samba Liaobe Ndiaye, entraron en la casa. Por primera vez, un aspirante a competidor, Enzo Capasso, fue descalificado del juego por violar las reglas incluso antes de que comenzara el programa. La casa fue completamente reconstruida en un tiempo récord, ya que había sido destruida en un incendio la noche del 13 al 14 de diciembre de 2013. Este episodio también provocó el aplazamiento del inicio del programa, inicialmente previsto para el 23 de enero de 2014. En ediciones anteriores en las que el resultado del último televoto se comunicaba a los directamente implicados dentro de la casa, esta vez los dos primeros clasificados salían primero y eran conducidos al estudio, donde el presentador anunciaba el nombre del ganador a ellos y a todo el público.
- Grande Fratello 14: por primera vez se podía entrar a la casa en compañía. En la fase inicial de esta edición había dos casas, la primera como siempre en Cinecittà, mientras que la segunda en el centro de Roma. En esta edición se añadió el garaje. Por primera vez en la historia italiana de este reality show, en las dos últimas semanas del juego los competidores no fueron informados del resultado de la elección del público. Al igual que en la edición anterior (Grande Fratello 13), los dos primeros clasificados salieron primero y fueron llevados al estudio, donde el presentador anunció el nombre del ganador a ellos y a todo el público.
- Grande Fratello 15: si bien fue una edición de personajes no famosos, entre los concursantes había rostros conocidos por el público en general debido a sus familiares y relaciones con personajes. del mundo del espectáculo o han sido presentados en salas de televisión, pero no tan famosos como para poder etiquetarlos como vip.[11] Como ya había ocurrido en las dos ediciones anteriores, los dos primeros clasificados salieron primero y fueron conducidos al estudio, donde el presentador anunció a ellos y a todo el público el nombre del ganador.
- Grande Fratello 16: también en esta edición, como en la anterior, entre los competidores había rostros conocidos por el gran público por relaciones o parentesco con personajes famosos o por su participación en otros programas de televisión, pero no tanto como para poder etiquetarlos como vip. Como en las tres ediciones anteriores, los dos primeros clasificados salen primero y son conducidos al estudio, donde el presentador anuncia -directamente desde la casa y no desde el estudio de televisión- el nombre del ganador a ellos y a todo el público.
- Grande Fratello 17: cuatro años después de la última edición del formato original, el programa ha regresado con una fórmula renovada, dentro de casa, de hecho, pueden entrar tanto concursantes no famosos como concursantes vip. Después de veintitrés años, la retransmisión nocturna en directo se presenta en los estudios Voxson de Roma, dejando los estudios Cinecittà únicamente como localización para la casa.
- Grande Fratello 18: en esta edición mantendrían la mezcla de personajes anónimos como famosos. Además, el programa contaría con una repesca de concursantes lo que aumentaría la duración del programa hasta los 196 días en total. Estrenarían nueva casa tras la mudanza a los estudios Lumina, en la zona de Labano, a escasos metros del plató principal.

### Descalificaciones
A lo largo de diecisiete ediciones, Grande Fratello ha adoptado la descalificación inmediata del juego para doce competidores:
- Luana Spagnolo (Grande Fratello 2): primera concursante descalificada de Grande Fratello, fue expulsada por haber omitido detalles de su vida en la producción en el momento de las audiciones;
- Guido Genovesi (Grande Fratello 5): fue expulsado del juego debido a una blasfemia pronunciada en directo por televisión (pero fuera de la zona protegida) tras la decisión de la producción de enviarle febril al cuchitril del que acababa de salir, con el pretexto de su mala conducta (ya había denunciado previamente a sus compañeros que llevaría consigo a la suite);
- Mirko Sozio (Grande Fratello 8): también fue expulsado por blasfemia;
- Federica Rosatelli (Grande Fratello 9): fue expulsada tras una furiosa discusión con el competidor Gianluca Zito, durante la cual Federica le arrojó un vaso al chico, que afortunadamente logró evitar. Por lo tanto, el resto de los concursantes pidieron la expulsión de Federica, amenazando en caso contrario con abandonar la casa. Tras este episodio, Grande Fratello expulsó a Federica del juego en la retransmisión en directo del 9 de febrero de 2009;
- Paolo Mari (Grande Fratello 9): fue expulsado en una escena de desnudez total, desnudándose completamente en el baño de las mujeres de las competidoras Siria y Annachiara y desconociendo las reglas de Grande Fratello, debido a una furiosa discusión que surgió porque se consideró inapropiado jugar con la pelota en presencia de personas acosadas por el juego. Por ello, la producción decidió suspenderlo inicialmente y luego expulsarlo inmediatamente por incumplimiento de las normas;
- Massimo Scattarella (Grande Fratello 10): fue expulsado durante la retransmisión en directo del 25 de enero de 2010 debido a una blasfemia (teniendo en cuenta también los precedentes ocurridos en la quinta y octava edición) pronunciada durante una conversación normal con Veronica Ciardi (la segunda después de la pronunciada el primer día, que sin embargo fue perdonado). La descalificación de Massimo fue el primero de una serie de casos en los que Grande Fratello se encontró con dificultades para tomar la medida de descalificación debido a la intención sin mala fe con la que el competidor pronunció la blasfemia. Precisamente por un caso similar ocurrido al año siguiente, Massimo pudo regresar a la casa de Grande Fratello;
- Massimo Scattarella, Matteo Casnici y Pietro Titone (Grande Fratello 11): fueron expulsados al mismo tiempo tras otra maldición pronunciada por Pietro unos días antes del decimotercer episodio vespertino. Ya algunas retransmisiones en directo antes, el competidor Matteo Casnici había sido llamado por Grande Fratello por haber pronunciado una blasfemia a pesar de desconocer su significado y por eso fue perdonado y no expulsado. Sin embargo, debido a esto, Massimo Scattarella, descalificado en la edición anterior del programa por blasfemia, protestó pidiendo a Grande Fratello que le permitieran regresar a la casa y también amenazó con solicitar la descalificación también para Matteo. La decisión de dejarlo regresar o no quedó en manos del público; mientras tanto, a Massimo se le pidió que pasara la Nochevieja solo en la choza. El resultado del televoto le recompensó y le hizo regresar a la casa de Grande Fratello para el duodécimo episodio vespertino. Una semana más tarde, con motivo de la decimotercera retransmisión en directo, tras una nueva blasfemia proferida por Pietro Titone, el Grande Fratello decidió retirar todas las decisiones tomadas, descalificando también a Matteo y cancelando el televoto de Massimo;
- Nathan Lelli (Grande Fratello 11): fue expulsado por una infracción grave de las normas;
- Daniel Mkongo (Grande Fratello 12): fue expulsado tras proferir blasfemia y por este motivo se redujo el premio final en metálico 10 000 euros;
- Baye Dame (Grande Fratello 15): fue descalificado tras una agresión verbal y casi física perpetrada contra la competidora Aída Nízar;
- Luigi Favoloso (Grande Fratello 15): fue expulsado tras infringir reiteradamente las normas y tras mostrar una camiseta que contenía un insulto sexista hacia las mujeres.

## Programas relacionados

### Mai dire Grande Fratello
Mai dire Grande Fratello fue un programa de televisión italiano, emitido en Italia 1 del 28 de septiembre de 2000 al 23 de marzo de 2009 y en Canale 5 del 30 de marzo de 2009 al 1 de abril de 2012, presentado por Gialappa's Band.

### Mai dire Grande Fratello & Figli
Mai dire Grande Fratello & Figli fue un programa de televisión italiano, emitido durante la quinta y sexta edición en Italia 1 del 4 de octubre de 2004 al 6 de marzo de 2006 y en Canale 5 del 14 de marzo al 9 de mayo de 2006, con la presentación de Gialappa's Band y Mago Forest en la segunda edición.

### Mai dire Grande Fratello Show
Mai dire Grande Fratello Show fue un programa de televisión italiano, emitido durante la novena edición todos los martes en Italia 1 del 24 de febrero al 28 de abril de 2009, conducido por Gialappa's Band, Mago Forest y Lola Ponce.

### Mai dire Grande Fratello Premium
Mai dire Grande Fratello Premium fue un programa de televisión italiano, emitido durante la undécima edición todos los lunes en Premium Extra 1 y en la radio en R101 del 25 de octubre de 2010 al 18 de abril de 2011, presentado por Gialappa's Band.

### GF Party
GF Party es una serie web italiana disponible en plataformas de Internet, emitida en el portal Mediaset Infinity a partir del 11 de septiembre de 2023, conducida por Annie Mazzola y Andrea Dianetti en la primera edición (2023-2024). Concebido como una continuación de GF VIP Party, el programa comenta los hechos ocurridos recientemente en el interior de la casa de Grande Fratello.
El programa
El programa se emitirá a partir del 11 de septiembre de 2023. en el portal Mediaset Infinity, conducido por Annie Mazzola y Andrea Dianetti en la primera edición (2023-2024) El programa comenta los hechos ocurridos recientemente en el interior de la casa de Grande Fratello.
El programa es de género contenedor, alternando momentos de lectura de tuits con el hashtag oficial #gfparty, momentos con transmisiones en vivo desde la casa y columnas como el confesionario y el club de lectura. En la primera edición, el programa se emitía entre la franja horaria de máxima audiencia de acceso y la franja horaria de máxima audiencia todos los lunes de 20:30 a 22:30 horas (a excepción de algunas duplicaciones los jueves y viernes por la noche). Está muy lleno de invitados como concursantes eliminados, concursantes de ediciones anteriores y familiares de concursantes.
Ediciones
| Edición | Año       | Conducción    | Conducción      | Período                  | Período  | Apuestas | Edición de Grande Fratello |
| Edición | Año       | Conducción    | Conducción      | Comenzar                 | Fin      | Apuestas | Edición de Grande Fratello |
| ------- | --------- | ------------- | --------------- | ------------------------ | -------- | -------- | -------------------------- |
| 1.ª     | 2023-2024 | Annie Mazzola | Andrea Dianetti | 11 de septiembre de 2023 | en curso | 22       | Grande Fratello 17         |

Programación
| Edición | Editor            | Año       | Estación        | Horas       | Programación | Programación | Programación | Programación | Programación | Programación | Programación | Colocación                            | Colocación      |
| Edición | Editor            | Año       | Estación        | Horas       | L            | M            | M            | J            | V            | S            | D            | Colocación                            | Colocación      |
| ------- | ----------------- | --------- | --------------- | ----------- | ------------ | ------------ | ------------ | ------------ | ------------ | ------------ | ------------ | ------------------------------------- | --------------- |
| 1.ª     | Mediaset Infinity | 2023-2024 | verano-invierno | 20:30-22:30 |              |              |              |              |              |              |              | Acceso en horario de máxima audiencia | Horario central |

#### Columnas
- El club de lectura: los presentadores leen libros de los concursantes de la casa, o de personas cercanas a los concursantes, que son divertidos o pueden parecer surrealistas.
- El confesionario: los presentadores, con una caricatura que representa el interior del confesionario, se hacen pasar por la casa y responden a las preguntas de los usuarios de Twitter o del director.
- Lectura de tweet.
- En vivo desde la casa: conexión con el canal Mediaset Extra con retransmisión en directo desde la dirección 1 de la vivienda.
- Spezza un Mikado: los presentadores "rompen" un mikado, patrocinador del programa, como si fuera la famosa lanza a favor del competidor que más les gustó en los días previos al episodio.
- Leyendo los mejores memes de twitter
- El reto: los dos presentadores se desafían al comienzo del episodio tratando de adivinar la respuesta correcta a una pregunta sobre los concursantes de GF o el episodio que se transmitirá. Quien pierda tendrá que sufrir un castigo elegido por los autores del programa o por la gente de Twitter que comenta el episodio con el hashtag #gfparty.

## Grande Fratello VIP
El spin-off Grande Fratello VIP se emitió del 19 de septiembre de 2016 al 3 de abril de 2023, una versión del programa donde los concursantes eran personajes famosos. El reality show, que tuvo siete ediciones, fue conducido durante las tres primeras ediciones (2016-2018) por Ilary Blasi, mientras que de la cuarta (2020) a la séptima edición (2022-2023) la conducción pasó a Alfonso Signorini.

## Relaciones conGrande Fratelloen el mundo
Varias ediciones italianas han visto cruces particulares con algunas versiones internacionales del formato:
- Leonia Coccia pasa por el Gran Hermano 10 () en Grande Fratello 9, ganando el desafío de televoto contra Doroti Polito.
- Massimo Scattarella y Carmela Gualtieri de Gran Hermano 10 intercambian por un corto tiempo con Gerardo Prager y Saray Pereira, competidores de Gran Hermano 11 ().
- George Leonard y Veronica Ciardi de Grande Fratello 10 son invitados en Big Brother Albania 3 () en 2010.
- Aída Nízar de Gran Hermano 5 y Gran Hermano VIP 5 () participa en Gran Hermano 15 en 2018.
- Alberto Mezzetti ganador de Grande Fratello 15 es invitado a Big Brother Brasil 19 () en 2019.
- Ivana Icardi de Gran Hermano Argentina 9 () participa en Gran Hermano 16 en 2019.
- Gianmarco Onestini competidor de Gran Hermano 16 participa en Gran Hermano VIP 7 () en 2019.
- Michael Terlizzi competidor de Grande Fratello 16 participa en Gran Hermano VIP 8 () en 2023.
- Shaila Gatta y Lorenzo Spolverato competidores de Grande Fratello 18 fueron de intercambio a Gran Hermano 19 () en 2024.
- Maica Benedicto de Gran Hermano 19 () fue de intercambio a Grande Fratello 18 en 2024.

## Otros medios
En 2001, Clementoni produjo un juego de mesa oficial de Grande Fratello, para 3-6 jugadores, cada uno de los cuales controla a un competidor del programa.
En 2003, durante la tercera edición del programa, se publicó el videojuego Grande Fratello - Il gioco, desarrollado por Trecision para Windows, PlayStation y Nokia 7650, con la posibilidad de utilizar a los competidores de las tres primeras ediciones en forma de caricatura.